# فيونا هيل (عالمة سياسة)
فيونا هيل (بالإنجليزية: Fiona Hill)‏ هي عالمة سياسة أمريكية، ولدت في أكتوبر 1965 في إنجلترا في المملكة المتحدة. كانت مسؤولة في مجلس الأمن القومي الأمريكي واختصت فيه بشؤون دول الاتحاد السوفيتي السابق وأوروبا.